# (11129) Hayachine
(11129) Hayachine (1996 VS5) – planetoida z pasa głównego asteroid okrążająca Słońce w ciągu 4,1 lat w średniej odległości 2,56 j.a. Odkryta 14 listopada 1996 roku.